# Весёлый Хутор
Весёлый Хутор (укр. Веселий Хутір) — село в Чернобаевском районе Черкасской области Украины.

## История
В июле 1995 года Кабинет министров Украины утвердил решение о приватизации находившегося здесь племзавода.

## Население
Население по переписи 2001 года составляло 729 человек.

### Языковой состав
Родной язык населения по данным переписи 2001 года:
| Язык       | Численность, чел. | Доля     |
| ---------- | ----------------- | -------- |
| Украинский | 686               | 94,10 %  |
| Русский    | 37                | 5,08 %   |
| Другое     | 6                 | 0,82 %   |
| Итого      | 729               | 100,00 % |

## Местный совет
19923, Черкасская обл., Чернобаевский р-н, с. Весёлый Хутор, ул. Совхозная, 13

## Известные жители и уроженцы
- Потяга, Михаил Иванович (1931—2004) — Герой Социалистического Труда.